# Medijski sistem Egipta
Mediji

### Uvod
S obzirom na šest hiljada godina pisane istorije , Egipat , kao nacija - država , ima složen i dug medijski put iza sebe. Egipat najčešće percepiramo kao kolijevku civilizacije te turistički vrlo posjećenu zemlju. Danas je Egipat većinski otvorena zemlja za saradnju sa drugim država, a to se odražava i na njen medijski sistem. Ova milionska zemlja podigla je nivo pismenosti u svojoj zemlji i tenutno 51,8% stanovnika starijih od 15 godina umije da čita i piše.
Egipćani su jedan od prvih naroda koji su koristili pismo, u pitanju su hijeroglifi. Hijeroglifi su slikovno pismo i danas postoje materijalni ostaci ovog drevnog pisma. Francuski naučnik Jean Francios Champollion uspio je da ga dešifruje poređenjem hijeroglifskog, demotskog i grčkog pisma. Hijeroglifi su označavali jednu riječ ili pak više riječi.
Danas je u Egiptu u upotrebi arapsko-egipatski jezik, a od stranih jezika najzastupljeniji su engleski, njemački i francuski.
Egipat je zemlja koja se nalazi u procesu tranzicije.Njen politički režim se mijenja od autoritarnog ka liberalnom sistemu.I baš kao što se politički i ekonomski sistem Egipta nalaze u trazniciji to je slučaj i sa medijima.

### Mediji u Egiptu
Egipat je zemlja koja ima svoje Ministarstvo za informacije.Ovo tijelo sarađuje sa tijelom ERTU(Egipatska radio i televizijska unija) čiji je cilj upravljanje dvema televizijskim stanicama i radio-difuznim sistemom koji se nalazi u vlasništvu vlade.

### Štampani mediji
Egipatski štampani mediji su diverzifikovani u smislu sadržaja i vlasništva-to znači da vlasništvo nad štampanim medijima u Egiptu uključuje vlasništvo vlade,partija kao i da na dr.strani postoje nezavisne novine.
2.1.1Novine u vlasnistvu vlade:Egipatska vlada posjeduje troje glavnih(najvećih) nacionalnih novina :
1.Al-Ahram(The Pyramids)
2.Al-Akhbar(The News)
3.Al-Goumhury(The Republic)
Urednici ovih listova su imenovani od strane predsjednika kroz preporuke Viskog vijeća za štampu.Kritika vlade se izbjegava do određenog nivoa ali se podrazumijeva da je lojalnost zaposlenih uvijek na strani vlade.

### Novine u vlasništvu partije
Političke i opozicione partije imaju pravo da izdaju svoje novine.Novine koje su u partisjkom vlasništvu se smatraju konkurencijom nacionalnim novinama.One privlače visok precenat čitalaca načinom na koji izvještavaju o vladinim politikama,tabu temama i osjetljivim problemima.Finansiranje ovih novina obično dolazi od strane same partije i udijelom i vlade.Ove novine što se tiče pitanja cenzure uživaju malo više slobode u poređenju sa novinama koje se nalaze pod državnom kontrolom.Novine koje se nalaze u vlasništvu partije i imaju najveći tiraž su:
1.Al-Ahrar(The Free)
2.Al-Wafd(The Delegation)
3.Al Ghad(Tomorrow)

### Nezavisni štampani mediji
Egipatsko medijsko tržište, što se tiče štampanih medija počelo je da uključuje novine koje su u nezavisnom vlasništvu i čiji je tiraž trenutno u procvatu.Iako se pokrenulo samo nekoliko novina,one ipak privlače veliki broj čitalaca zahvaljujući izvrsnom istraživačkom i profesionalnom izvještavanju.
Najuspješnije nezavisne novine su:
1.Al-Masry-Al Youm( The Egyptan Today)
2.Nahdet Misr(Egypt Awekining)
3.Al Sherouq(The Sunrise)
Ove novine su u stanju da učine ono što novine u državnom ili partijskom vlasništvu ne mogu,a to je da izazovu tabue,kritikuju vladin performans i da u isto vrijeme zadrže profesionalne standarde novinarstva što se tiče principa tačnosti,objektivnosti i kredibiliteta.Zbog toga,i zbog neutralne uloge koje zauzimaju,ovi štampani mediji ulaze u cirkulaciju tržišta sa tri najveća nacionalna lista koji su u vlasništvu vlade i koji su dominirali ovim tržištem u prošlosti.
Postoji i nekoliko popularnih nezavisnih sedmičnih izdanja novina.One sa najvećim tiražom su:
1.Al-Asbou(This Week)
2.Al-Destour(The Constitution)
3.Al-Fajer(This Dawn)
4.South Al Umah(The Nations`s Voice)
Novine koje su u najvećem procvatu što se tiče onlajn izdanja su Al Ahram-nacionalne novine, Al Masry Al Youm-dnevne nezavisne novine I Al Youm Al Sab’aa-nezavisne novine
AL- AHRAM (Piramida)
Al-Ahram (arapski: الأهرام; Piramide), osnovan je 5. avgusta 1875. u Aleksandriji i danas predstavlja najtiražnije egipatske dnevne novine. Osnovali su ga dva brat porijeklom iz Libije, Beshara Takla i Saleem Takla. Imaju tradiciju dugu već 138 godina. Osnovan je nekoliko decenija nakon najstarijih egipatskih novina al-Waqa'i `al-Masriya (Egipatska događanja, osnovana 1828) U početku je izlazio svake subote kao nedeljnik. Religiozni inovatori Muhammed Abduh i Jamal al-Din al-Afgani prvi su pisali za ove novine. Danas dostižu milionski tiraž, a petkom se štampaju i u preko million primjeraka. Sjedište Al.Ahram-a nalazi se u Kairu.
S obzirom na veliki dijalektsku raznovrsnost arapskog jezika, mnogi smatraju da Al- Ahram posjeduje najuticajniji stil pisanja na arapskom.
Pored glavnog izdanja koje se objavljuje u Egiptu, štampaju se još dva druga izdanja na arapskom jeziku, jedno usmjereno na arapski svijet i drugo u cilju obraćanja međunarodnoj publici, kao i izdanja na engleskom (Ahram Weekly) i francuskom jeziku (Ahram Hebo).
Al Ahram Al Arabiya osnovan je 1997. i namijenjen je za čitaoce u arapskom svijetu i egipatskim iseljenicima u drugim zemljama . Dnevno izlaze u Bahreinu , Saudijskoj Arabiji , Kuvajtu. Međunarodno izdanje na arapskom jeziku zove se Al Ahram al Duwali i izlazi u Londonu od 1984, a zatim se distribuira širom Evrope i SAD-a. Al Ahram posjeduje i svoje online izdanje.
U većinskom je suvlasništvu egipatske vlade . Egipatska vlada posjeduje kontrolni udio zaliha papira i imenuje urednike .
Al Ahram ima veliku uticaj na egipatsku javnost i često se kritički osvrće na političku scenu u Egiptu. The Anti - Defamation League , u razmatranju arapskih novina u 2005. izjavio je da je Al – Ahram-u dat “značajan dio slobode " od strane vlade kako bi se izbjeglo postojanje "određenih tabua “ u egipatskom društvu. Reporeteri bez granica su takođe konstatovali da Al- Ahram u posljednje vrijeme samostalno istupa i izražava neslaganja sa režimom u zemlji. Posjeduje posebnu rubriku u kojoj uz pomoć raznih fotografija, karikatura i ilustracija gdje se na ironičan i sarkastičan način obračunava sa diktatorskim režimom u Egiptu.
Danas Al-Ahram zauzima dominantnu poziciju kao prepoznatljiv brend u egipatskoj štampi.

### Radio-difuzni sistem
Zvanično radio emitovanje u Egiptu započelo je u maju 1934.godine,iako je nezvanično emitovanje programa počelo početkom 1920-ih.Radio emitovanje je kontrolisano i pod upravom od strane vlade kroz Egipatsku radio i televizijsku uniju.Radio je drugi najpopularniji masovni medij koji ima navjeći procenat slušalaca nakon televizije.
Godine 1981.,egipatski servisi za radio emitovanje su podjeljeni u 7 radio mreža:

1.The Main network
2.Voice of Arab network
3.The Cultural network
4.The Commercial Radio network
5.The Qu-apostorf-ran network
6.The Local Radio network
7.Overseas network
Ove mreže sadrže nekoliko servisa,pa tako npr.The Local Radio network sadrži njih 10.Ovi servisi u domenu ove mreže imaju za cilj pokrivanje lokalnih područja Egipta.
Npr.Alexandria radio programme je uspostavljena 1954.godine da služi području Aleksandrije,drugom najvećem gradu Egipta.
Godine 1928. uspostavljen je Middle Delta radio service,1983.Upper Egyot radio service,godinu dana kasnije,The North Sinai radio service.1985.godine i South Sinai radio service je počeo sa emitovanjem.North i South Sinai radio servisi su uspostavljeni prvenstveno da privuku građane Egipta za naseljavanjem na ova područja i imali su takođe cilj zabave za turiste.The Canal radio servis je uspostavljen 1988. I New Valley i Educational radio servisi su počeli sa emitovanjem 1990.godine.
Sve ove mreže pružaju nekoliko vrsta programa tokom svog emitovanja pokrivajući teme kao što su: obrazovanje,zdravstvo,društveni život,ekonomiju i kulturu.Mnoge internacionalne radio mreže djeluju u Egiptu takođe,kao što je BBC Arabic radio service,Voice of America Arabic service i Monte Carlo Arabic service.
Dve privatne radio stanice su pokrenute 2003.godine-bile su to Nile FM 104.6 i Nogoom FM 100.6. Ove dve stanice pružaju širok spektar zabavnih i informativnih programa koji su u drugačijem stilu nego što to rade radio stanice koje su u vlasništvu vlade. Omogućavaju online publici živi pristup svojim programima, te uključivanje slušalaca direktno u program ili komentarisanje određenih tema putem Facebook stranice. Obe stanice su postale najpopularnije zabavne radio stanice u Kairu.Ovim stanicama nije dodjeljeno pravo da emituju bilo kakve vijesti zato sto se ne nalaze pod kontrolom vlade.
Nova,treća radio stanica sa hibridnim vlasništvom(vladinim i privatnim) je pokrenuta 2009.godine.Radio Misr pruža zabavne sadržaje zajedno sa vijestima.To izdvaja ovu stanicu od njene konkurenicje-Nile FM i Nogoom FM.Raio Misr ima dozvolu da emituje vijesti zato što ERTU posjeduje njen udio i na taj način može da utiče na sadržaj emitovanja.

### Televizija
Televizija se prvo pojavljuje u Egiptu 1960.godine sa sistemom od tri kanala i predstavljala je značajan korak za nerazvijene zemlje.Televizija kao medij je u vlasnistvu i pod kontrolom ERTU.
Od pojave televizije, bilo je očigledno da će ovaj medij služiti kao propagandni alat vlade nakon korišćenja ovog medija od strane predsjednika Gamal Abdel Nasera u cilju koji se htio postici na način na koji su vijesti na ovom mediju predstavljene.Od svojih početaka ovaj medij je bio pod kontrolom vlade koja varira sa razinama cenzure.Iako egipatska nacionalna televizijska mreža praktikuje slobodu govora, niko ne smije preći određene granice što se tiče vladinog vlasništva i kontrole koju ima nad sektorom emitovanja.Ostali televizijski kanali su lokalnog tipa sa decentrazliovanom politikom u smislu određenih otpornosti u pružanju servisa.
U oktobru 1989.godine Channel 4 počeo je zvanično da pokriva područje Jerusalima,Sueca i Port Saida.U decembru 1990.godine Channel 5 počeo je sa emitovanjem i pokrivanjem Aleksandrije i okolnih područja.Četiri godine kasnije, u maju 1994. Channel 6 koji je poznat i kao Delta channel počeo je sa emitovanjem u području Delte i okolnih teritorija.Iste godine, Channel 7 je predstavljen da pokriva područje Minie i neke dijelove sjevernog Egipta.Channel 8 je predstavljen u Asuanu da pokriva najjužnije dijelove države.Većina lokalnih kanala imaju američke programe na svome rasporedu emitovanja.

### Dozvole
Egipatska radio i televizijska unija je u posjedu i pod upravom od strane egipatske vlade.Iako su radio stanice u vlasništvu države,tri privatne radio stanice su pokrenuite sa nejasnim kriterijumima što se tiče bilo kakvih uslova ili bilo kakvog određenog dogovora.Nezavisno tijelo koje dodjeljuje dozvole ne postoji tako da se smatra da su ove dozvole dodjeljene na osnovu specifičnih kriterijuma koji su poznati publici.

### Satelitska televizija
Satelistsko emitovanje televizijskih sadržaja započelo je u Egiptu kada je Arab Satellite Communications Organization-ili Arabsat pokrenuta 1985.godine.Arabsat predstavlja vrhunski satelitski provajder.Iako Egipat kao zemlja ima mali udio u Arabsat-u.to je bila prva arapska država koja je iskoristila ovu priliku i pokrenula The Egyptian satellite channel 1990.godine. Cilj ovog pokretanja je prevashodno bio televizijsko pokrivanje Zaljevskog rata od strane arapske države.Shvatajući značaj koji je američka televizija imala u propagandi i prikazvianju rata,činjenica da arapske zemlje,u ovom slučaju Egipat je zelio da svjetskoj javnosti predstavi i svoje viđenje događaja nije iznenađujuća.Tokom godina hladnog rata američki medijski sistem je imao aktivnu ulogu u njegovoj propaganda i za cilj odobrenje poteza vlade sto se tiče šire javnosti.Međutim,oni nisu u potpunosti mogli da izvedu taj zadatak jer je opšta percepcija moćnika SAD-a bila da je , prethodni, Vijetnamski rat koji su aktivno pokrivali američki mediji, rat koji je izgubljen na televizji. Pokrivanje Zaljevskog rata godinama poslije,je zahtjevao drugačiji prisup tako da ze za medijsko pokrivnje ovog rata često izdvaja i komentar Frankfuter Allgemine Zeitunga(21.januara 1991) u kojem je stajalo - ,,kako nikada prije nije toliki broj novinara sa tako mnogo riječi i slika davao tako malo informacija o nekoj temi kao što je to slučaj sa Zaljevskim ratom”. Tako je u periodu ,kada je glavna informacija od strane američkih medija bila da informacije nema,Egipat kao arapska drzava iskoristio svoju priliku mogućnosti Arabsat-a i time došao u znatno povoljniju poziciju što se tiče pokrivanja ovog dešavanja.
Drugi satelitski servisni provajder Egipta je NilleSat,pokrenut 28.aprila 1998.godine.NilleSat ima dva satelita-NileSat 101 i NilleSat 102.On prenosi 452 digitalna TV kanala I 104 digitalne radio stanice.

### NTN CHANNELS
Pored kanala koji su u vlasništvu vlade,ERTU je pokrenuo u 1998.godini svoje sopstvene tematske kanale na NilleSat-u kao konkurenciju satelistkim programima.Ovi tematski kanali su :Al Nil almonawa’at(Nile Variety),Al Nil Drama(Nile Drama),Al Nile Al Reyadey(Nile Sports),Al Nile Al Thaqafeya(Nile Culture),Al Akhbar(Nile News),Al Nil Al Asora wa Al Tefl(Nile for children and family),Al Nil Cinema(Nile Cinema) I Al Nil Comedy(Nile Comedy).

### Privatni satelitski kanali
Privatni egipatski satelistki kanali koji su pokrenuti na NileSat-u otvorili su nove mogućnosti za drugačijom vrstom programa.Prva egipatska satelistka mreža bila je Dream TV koja uključuje dve satelistkse stanice (Dream I Dream II).Obe ove stanice pružaju drugačije vrste programa što uključuje zabavne,religijske sadržaje,sport,talk-show, kao i analize vijesti.
Prateći pokretanje dve Dream satelistkse stanice,El Mehwer stanica je pokrenuta.El Mehwer satelistksa televizja pruža programe sličnog formata kao oni što se emituju na Dream satelistkim kanalima.
Treći egipatski satelistki kanal je OTV čiji je program i sadržaj usmjeren prvenstveno ka tinejdžerima.U poslednje vrijeme OTV je počeo sa emitovanjem talk-showa sa dnevnim vijestima da bi mogao da se takmiči sa dnevnim talk-show programima na Drem-u i El Mehwer-u.
Sve ove mreže pružaju drugčije i raznovrsne vrste programa koji se prilagođavaju i zasnivaju sa načinom uređivanja sadržaja svakog kanala.Osnivanje satelistskih kanala sa novim raznovrsnim programima šokiralo je zemaljsku televizijsku industriju.Satelistki televizijski programi su karakteristični po atraktivnom formatu i liberalnijem, slobodnijem sadržaju u usporedbi sa sadržajem na zemaljskim programima što vodi ka fragmentaciji publike.

### Filmska industrija Egipta
Filmska industrija Egipta se često smatra ,,Holivudom Istoka”.
Od 1967.godine u Kairu se održava godišnji Kairo Internacionalni Filmski Festival(CIFF) koji je akreditovan od strane Internacionalne Federacije Filmske Produkcijske Asocijacije(International Federation of Film Producers Association).
1950-ih godina,egipatski filmovi su često prikazivali pjevače koji u njihovoj kulturi imaju status veterana kao što su Muhammed Abd-al-Wahab, Umm Kulthum i Fardi El S trash kao i komičare kao što je Ismail Yassin.Ozbiljna forma filmova nije predstavljala normu toga doba, izuzimajući one koji su stvarani od strane egipatskog internacionalniog režisera Youssefa Shaine.
Nakon dolaska Gamal Abdel Nasera na funkciju predsjednika zemlje,filmska industrija je nacionalizovana i okrenuta ka prikazivanju propagande socijalizma kao političkog i ekonomskog modela.
Većina današnjih egipatskih filmova i televizisjkih serija je producirana od strane Egyptian Media Production City(EMPC).EMPC je institucija opremljena savremenom opremom za snimanje kako u spoljašnjim tako i u zatvorenim studijima.Posjeduje raznovrsne produkcijske alate i broji oko 64 studija opremljena po poslednijim standardima.Cenzura, prethodno prepreka u slobodi izražavanja,se tokom poslednjih godina drastično smanjila.Egipatksa filmska industrija je svjedočila značajnom pomaku što se tiče teme koje su u prošlosti bile okarakterisane kao tabu.Počeli su da se bave osjetljivim pitanjima,od seksualnih problema do ozbiljnih kritika vlade.U realnosti,filmovi su postali trend u Egiptu u poslednjih nekoliko godina.Ovi filmovi se zasnivaju i reflektuju siromašna područja koja su šokantna za publiku.Međutim to ne znači da ne postoje pitanja koja i dalje zahtjevaju regulaciju.Jedan od glavnih problema sa kojim se suočava egipatska filmska industrija je neadekvatna zaštita intelektualnog vlasništva i na ovom području se zbog piratskih kopija,gubi mnogo profita.

### Telekomunikacije
Egipatska telekomunikacijska industrija obuhvata četiri glavne telekomunikacijske kompanije:Vodafone, Mobinil, Eltsalat i Egyptian Telecom.Nathyional Telecommunication Regulatory Authority(NTRA) ima zadatak da reguliše telekomunikacijsku industriju.Uspostavljena je 2003,godine kao regulator telekomunikacijskog sektora.NTRA je nezavisno tijelo koje reguliše trzište akcija- industrijskih,državnih,potrošačkih. NTRA reguliše telekomunikacijsko tršiste sa pravilima koja se odnose na probleme kao što je zaštita rijetkih resursa. Ova industrija je u procvatu.

### Online mediji
Egipat ima najveći postotak korisnika interneta na afričkom kontinentu (oko 20 posto). Novi mediji su otvorili prozore komunikacije za egipatske građane. Rade na njihovom poticanju da aktivno i politički razmjenjuju svoje ideje slobodno. Free Internet inicijativom u 2002.-oj godini egipatska vlada je omogućila praktičan pristup internetu za svakog građanina. Omogućen je ADSL priključak I 3.5G tehnologija.
Egipatska Skupština je 2003. godine donijela Telekomunikacijski zakon za zaštitu korisnika i firminih prava. Cilj ovog zakona je osiguravanje pružanja internet usluga svim građanima po povoljnim cijenama. Zakon reguliše i privatni sektor, s ciljem da spriječi bilo monopolizaciju ili velika spajanja koja će dovesti do oligopola na tržištu.
Egipatska vlada pruža svojim građanima dobre usluge putem svojih web stranica Alhokoma.gov.eg na kojoj svaki korisnik može pregledati od većine vladinih tijela, ministarstava i parlamenta web stranice. Takođe, pokrenuta je još jedna web stranica, Egypt.gov.eg. koja obrađuje administrativne usluge za egipatske građane ( zahtjev za izdavanje rodng lista, zahtjevi za telefonski račun..)
Iako su online medijske organizacije pokrenule forume gdje građani mogu razmjenjivati mišljenja, egipatske bezbjednosne službe mogu zadržati bilo kojeg građanina koji prijeti nacionalnoj sigurnosti. Blogeri koji kritikuju egipatsku vladu su često meta. Vlada prati i aktiviste preko Facebooka zbog velikog uticaja na druge građane. Sabor raspravlja o nacrtu zakona koji će osigurati zatvorske kazne za “zloupotrebu korištenja interneta” i za “objavljivanje multimedijskih sadržaja bez dopuštenja vlade”.

### Digitalni mediji
Najveći rast digitalnog sektora zabilježen je u novinskom sektoru. Neki listovi su počeli da pokreću svoje web stranice kako bi omogućili lakši pristup i ažurirane informacije za svoju publiku.
Nacionalne novine su imale svoje web stranice na internetu nekoliko godina. Nezavisne novine kao što su Al Masry Al Youm i Al Asbou, pokrenule su svoje web stranice sa visokom razinom interaktivnosti, te podsticanjem publike da reaguje na određene teme. Al Masry Al Youm je 2009. godine poćeo pružati građanima usluge pretplate na mobilne telephone, gdje preplatnici primaju najnovije vijesti putem poruka na telefon.
Televizijski kanali bili nacionalni ili privatni, zemaljski ili satelitski najvećim dijelom imaju web stranice o svojim programima, ali ne pružaju digitalnu uslugu gdje ljudi mogu imati pristup programima koji se emitiraju na internetu.
Stopa internet penetracije je porasla (18%) ali je još uvijek niska. Međutim, korištenje internet usluga se povećava u Egiptu, raste broj korisnika.

### Medijske regultaive
Egipatski ustav jamči slobodu izražavnja. Uprkos tome vlada zakonski ometa medije u njihovoj slobodi pozivajući se na “Zakon o hitnim slučajevima”. Nejasni pojmovi kao što su “hitni slučajevi” daju vladi širok raspon za potiskivanje slobode mišljenja, karakterišući određenu situaciju kao emergent.
U članovima Zakona stoji da sloboda štampe, štampanje, i objavljivanje mora biti zajamčeno. Cenzura je strogo zabranjena, osim u slučaju izvanrednog stanja ili u vrijeme rata, kada se može nametnuti ograničena cenzura. Takođe postoji član zakona u kojem se navodi da se predjsednik ima pravo miješati u rad egipatskih medija. Ministarstvo unutrašnjih poslova ima ovlasti da spriječi specifična pitanja stranih novina, objavljena od ulaska u zemlju ako je to nužno radi zaštite javnog poretka. Može zabraniti objavljivanje informacija u bilo kojem poslu koji se bavi osjetljivim pitanjima, temama koje mogu uticati na javni pordak ili da su nepovoljne prema religiji.
Novinari u Egiptu pate od čestih zatvorskih kazni. Zakonom iz 1996. godine, u zatvor se ide zbog tužbe za klevetu.
Visoko vijeće za štampu je jedino nadležno za izdavanje dozvola za novine. Licence se daju političkim strankama i pravnim figurama.

### Regulatorno tijelo
Nacionalno regulatorno tijelo za telekomuniakcije (NTRA) je odgovorno za regulisanje telekomunikacijskog sektora. Ne postoji regulatorno tijelo u sektoru emitiranja. ERTU, u vlasništvu vlade, je učesnik i kontrolor istovremeno.
Arapska liga 2007. izdaje povelju sa ciljem da regulira arapskim satelitskim kanalima. Arab Satellite Povelja se sastoji od opštih smjernica arapskim satelitskim kanalima. Mnoge kritike su pokrenute protiv povelje, jer uključuje i neke nejasne pojmove koji se smatraju otvorenim prozorom za uplitanje vlasti. Ali mnogi ističu važnost propisa i regulaciju dječijih programa.

### Literatura
https://web.archive.org/web/20120806012301/http://www.mediamapresource.org/
https://web.archive.org/web/20150119211019/http://www.opensocietyfoundations.org/sites/default/files/mapping-digital-media-egypt-20130823.pdf